# Населённые пункты Псковской области
Псковская область включает следующие населённые пункты:
- 28 городских населённых пунктов (в списках выделены оранжевым цветом), в том числе:
  - 14 городов;
  - 14 посёлков городского типа (рабочих посёлков);
- 8351 сельский населённый пункт (по переписи населения 2010 года).

В списках населённые пункты распределены по административно-территориальным единицам в рамках административно-территориального устройства области и, соответственно, по муниципальным образованиям верхнего уровня в рамках организации местного самоуправления (муниципального устройства):
- 2 городам (административным округам) — городским округам;
- 24 районам — муниципальным районам.

Численность населения сельских населённых пунктов приведена по данным переписи населения 2010 года, численность населения городских населённых пунктов (посёлков городского типа (рабочих посёлков) и городов) — по оценке на 1 января 2021 года.

## Города (административные округа) — городские округа
| № | Населённый пункт | Тип   | Население |
| - | ---------------- | ----- | --------- |
| 1 | Псков            | город | 193 082   |
| 2 | Великие Луки     | город | 84 655    |

## Районы
О населённых пунктах в составе районов Псковской области см.:
Населённые пункты Псковской области в районах (от А до М);
Населённые пункты Псковской области в районах (от Н до О);
Населённые пункты Псковской области в районах (на П);
Населённые пункты Псковской области в районах (от Р до Я).